# Phanodermopsis obtusicauda
Phanodermopsis obtusicauda is een rondwormensoort uit de familie van de Phanodermatidae.